# Ivan Starov
Ivan Iegorovitch Starov (en russe : Иван Егорович Старов), né le 12 février 1745 (23 février dans le calendrier grégorien) à Saint-Pétersbourg et mort dans cette même ville le 5 avril 1808 (17 avril dans le calendrier grégorien), est un architecte russe. Son style marque la transition entre l'époque de Rinaldi et le néo-classicisme des années 1780, dont la Russie impériale sera le phare.

## Biographie
Il est élève boursier au collège de l'université de Moscou en 1755, puis entre au gymnasium de l'académie impériale des sciences de Saint-Pétersbourg, l'année suivante. Il est élève de l'Académie impériale des beaux-arts en 1758 dans la classe d'Alexandre Kokorinov, puis dans celle de Jean-Baptiste Vallin de La Mothe. Après ses études, il voyage de 1762 à 1768 en tant que pensionnaire de l'académie, et se rend à Paris (1762-1767), où il travaille avec Charles de Wailly, et à Rome.
Il retourne à Saint-Pétersbourg et ses travaux du corps des cadets sont acceptés par l'académie. Il entre à l'académie en 1769 et devient professeur-assistant, puis professeur l'année suivante. Il est nommé recteur-assistant en 1794.
Starov construit, sous les ordres du prince Potemkine, les villes de Nouvelle Russie, que la Russie impériale venait de conquérir et voulait peupler. Il dessine aussi les plans de Dniepropetrovsk, Nikolaïev, et d'autres endroits de Russie, comme les parties modernes de Iaroslavl, Pskov et Voronej.

## Quelques œuvres

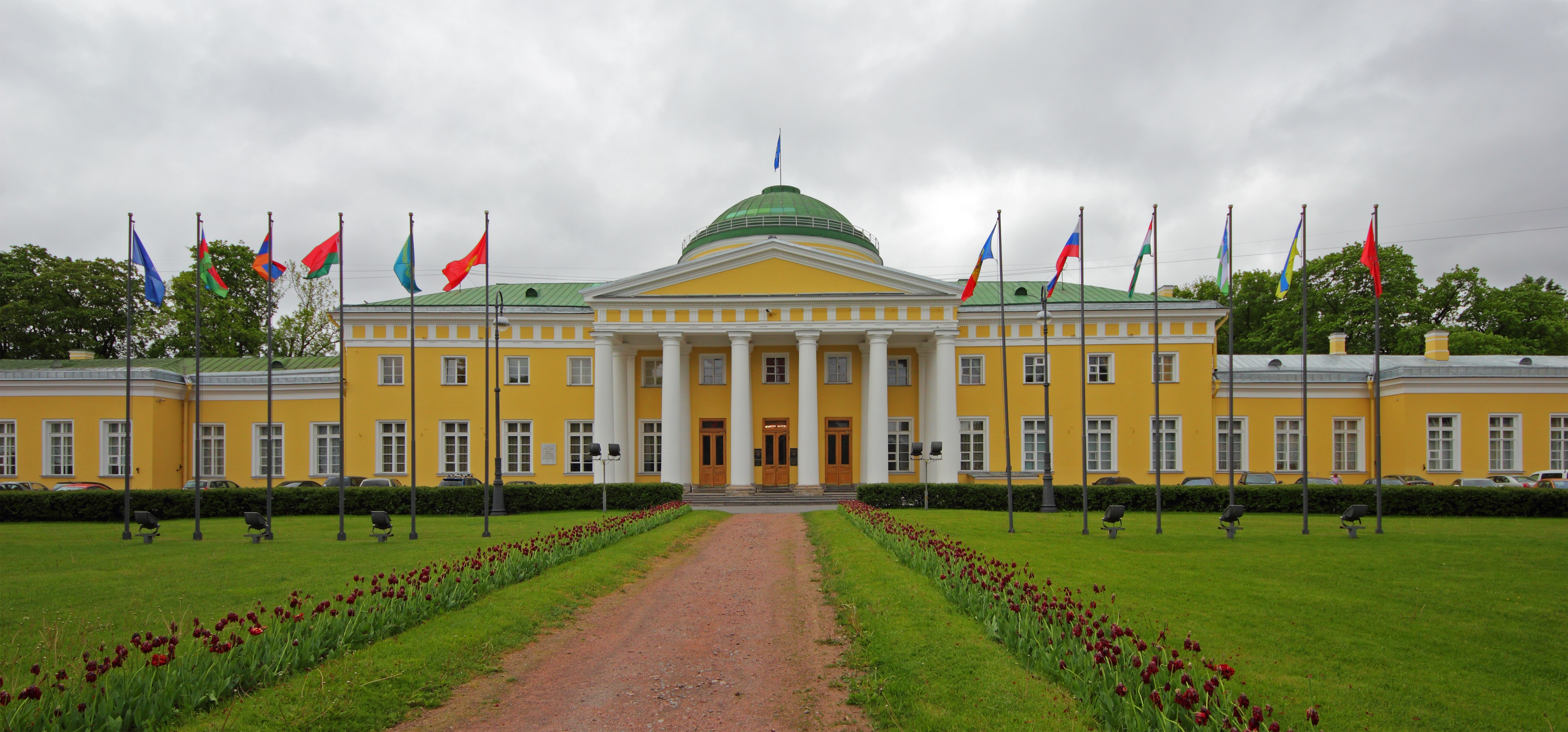
Palais de Tauride

- 1769 : Château des Demidov, près de Peterhof, commandé par le beau-frère de Starov, Alexandre Demidov
- 1773 : Château et église de Bogoroditsk, commandés pour le comte Bobrinski, fils illégitime de Catherine la Grande.
- 1774 : Château et église de Nikolskoïe, commandés par le prince Gagarine
- 1774 : château, portail néo-gothique et parc de Taïtsy, près de Gatchina, commandés par Alexandre Demidov (détruit par les Allemands, pendant le siège de Léningrad)
- 1775 : château et pavillons de Souvoritsy, près de Saint-Pétersbourg, commandés par Piotr Demidov
- 1178 : Collégiale de la Trinité au monastère Saint-Alexandre-Nevski de Saint-Pétersbourg, commandée par le Saint-Synode, ainsi que l'année suivante les grilles.
- 1783 : palais de Tauride, à Saint-Pétersbourg, commandé par le prince Potemkine
- 1783 : cathédrale Saint-Vladimir de Saint-Pétersbourg, aménagements de façade
- 1784 : palais de Pella, commandé par Catherine II et démoli par son fils
- 1786 : palais du prince Potemkine à Iekaterinoslav
- 1786 : cathédrale Sainte-Catherine de Chersonèse de Tauride
- 1790 : château du prince Potemkine à Bogoïavlensk sur le Boug
- 1790 : cathédrale de Nikolaïevsk, commandée par le prince Potemkine
- 1794 : château et pavillons de Voznessenskoïe sur la Néva, commandés par le comte Cheremetiev
- 1796 : Cathédrale Notre-Dame de Kazan, à Kazan, détruite par les communistes